# Nicea (mitologia)
Nicea è una ninfa della mitologia greca, figlia della divinità fluviale Sangario e di Cibele.

## Nella mitologia
Nicea amava la caccia ed era di bell'aspetto, ma anche molto superba, tanto da uccidere il pastore Imno, che era innamorato di lei, trapassandogli la gola con una freccia.

Respinse anche l'amore di Dioniso, che però riuscì a possederla dopo averla ubriacata con il vino:
“Non sospettando niente e facendo ciò che era abituale, bevve il liquido insidioso e, contro la propria volontà, si sottomise alla volontà di colui che era innamorato di lei. Infatti, mentre l’ebbrezza e il sonno la tenevano, Dioniso si unì a lei e da lei generò come figli Satiro e altri”. (Memnone di Eraclea)
Secondo la versione del mito di Nonno di Panopoli dalla loro unione nacque invece una figlia, Telete, "l’iniziazione", con evidente richiamo ai misteri dionisiaci.